# Milan Krajnc
Milan Krajnc (Pavlica), slovenski podjetnik in športni funkcionar, * 1974
Leta 2010 je kandidiral za predsednika Olimpijskega komiteja Slovenije. Med letoma 2010 in 2013 je bil predsednik Vaterpolske zveze Slovenije.